# Чемпіонат України з легкої атлетики серед молоді 2019
Чемпіонат України з легкої атлетики 2019 серед молоді (спортсмени у віці до 23 років) був проведений з 22 по 23 червня в Кропивницькому на стадіоні «Зірка».
Крім основного чемпіонату в Кропивницькому, протягом 2019 року в різних містах та селищах України також були проведені чемпіонати України в окремих дисциплінах легкої атлетики серед молоді.

## Географія чемпіонатів
Загалом, 12 міст та селищ з 10 регіонів України приймали легкоатлетичні чемпіонати України серед молоді:
- Кропивницький — основний (22-23 червня)[1]
- Мукачево — зимовий з легкоатлетичних метань (15-17 лютого)[2] та з гірського бігу (вгору-вниз) (9 червня)
- Воловець — з гірського бігу (вгору) (2 червня)[3]
- Ужгород — з естафетного бігу (18-19 травня, стадіон «Авангард») та з кросу (30-31 жовтня)
- Івано-Франківськ — зимовий зі спортивної ходьби (23-24 березня) та зі спортивної ходьби на 50 км (19-20 жовтня)
- Чернівці — з шосейного бігу на 1 милю (29 вересня)
- Мелітополь — з бігу на 10000 метрів (25 травня, стадіон «Спартак»)
- Луцьк — з легкоатлетичних багатоборств (8-9 червня, стадіон «Авангард»)[4]
- Суми — з шосейної спортивної ходьби на 20 км (16 червня)[5]
- Львів — з шосейного бігу на 10 км (15 вересня)
- Полтава — з напівмарафону (1 вересня)
- Біла Церква — з марафону (6 жовтня)

## Чемпіони
| 100 метрів                     | Олександр Соколов (Мк)                                                               | 10,56                     | Вікторія Ратнікова (Зп)                                                                  | 11,79        |
| 200 метрів                     | Олександр Соколов (Мк)                                                               | 21,24                     | Вікторія Ратнікова (Зп)                                                                  | 24,30        |
| 400 метрів                     | Олександр Погорілко (См)                                                             | 48,09                     | Анастасія Бризгіна (Зп)                                                                  | 53,60        |
| 800 метрів                     | Роман Фесенко (Кв)                                                                   | 1.49,22 PB                | Оксана Долинчук (Тр)                                                                     | 2.08,60 PB   |
| 1500 метрів                    | Антон Грабовський (Рв)                                                               | 3.42,61 PB                | Вікторія Ковба (Квм)                                                                     | 4.25,98 PB   |
| 1 миля (шосе)                  | Олександр Вуйко (Вн)                                                                 | 4.48                      | Іванна Кух (Вл)                                                                          | 5.38         |
| 5000 метрів                    | Антон Грабовський (Рв)                                                               | 14.29,31 PB               | Богдана Семьонова (Днц)                                                                  | 16.47,72 PB  |
| 10000 метрів                   | Вадим Лонський (Днц)                                                                 | 29.46,20                  | Богдана Семьонова (Днц)                                                                  | 34.03,20     |
| 10 кілометрів (шосе)           | Ілля Сосницький (Вн)                                                                 | 30.44                     | Вікторія Шкурко (Кв)                                                                     | 35.09        |
| Напівмарафон                   | Олег Цибін (Од)                                                                      | 1:09.55                   | Ольга Мельничук (Вн)                                                                     | 1:25.45      |
| Марафон                        | Данил Стрельченко (Хрс)                                                              | 2:44.01                   | не вручалась                                                                             |              |
| 100 метрів з бар'єрами         |                                                                                      | Анастасія Осокіна (Днп)   | 13,89 PB                                                                                 |              |
| 110 метрів з бар'єрами         | Віктор Солянов (Квм)                                                                 | 14,07 PB                  |                                                                                          |              |
| 400 метрів з бар'єрами         | Дмитро Романюк (Рв)                                                                  | 51,94 PB                  | Мар'яна Шостак (Лв)                                                                      | 1.00,07 PB   |
| 3000 метрів з перешкодами      | Павло Білий (Рв)                                                                     | 9.16,80 PB                | Вікторія Федчик (Днц)                                                                    | 10.40,41 SB  |
| 4×100 метрів                   | Сумська область Антон Ніконенко Максим Ревера Денис Жидок Олександр Погорілко        | 42,97                     | Миколаївська область Каріна Жучкова Поліна Гаценко Катерина Неделіковська Каріна Малкова | 48,47        |
| 4×400 метрів                   | Миколаївська область Іван Савченко Павло Ковпак Святослав Чорний Андрій Василевський | 3.17,86                   | Львівська область Лілія Коваль Рената Механчук Іванна Остимчук Мар'яна Шостак            | 3.49,67      |
| 4×400 метрів (змішана)         | Сумська область Анна Цибульник Вікторія Луніка Федір Савостян Олександр Погорілко    | 3.34,50                   |                                                                                          |              |
| 4×800 метрів                   | Вінницька область Олег Коменчук Ілля Сосницький Олександр Вуйко Андрій Краковецький  | 7.52,80                   | Сумська область Катерина Осаулець Марія Радько Анастасія Лукашевич Ірина Коваль          | 9.59,90      |
| Ходьба 20 кілометрів (зимовий) | Едуард Забуженко (Кв)                                                                | 1:22.16                   | Юлія Балим (См)                                                                          | 1:40.13      |
| Ходьба 20 кілометрів           | Віктор Шумік (Вл)                                                                    | 1:25.49                   | Оксана Кулагіна (Кв)                                                                     | 1:40.36 PB   |
| Ходьба 35 кілометрів (зимовий) | Степан Пасічний (ІФ)                                                                 | 2:54.27                   | Юлія Кушка (Днп)                                                                         | 3:29.36      |
| Ходьба 50 кілометрів           | Андрій Марчук (Вл)                                                                   | 4:06.38 PB                | Юлія Кушка (Днп)                                                                         | 5:34.24 SB   |
| Стрибки у висоту               | Дмитро Нікітін (Рв)                                                                  | 2,21 SB                   | Лілія Клінцова (Хрк)                                                                     | 1,87 PB      |
| Стрибки з жердиною             | Тарас Шевцов (Хрк)                                                                   | 5,20 PB                   | Юлія Максименко (Днп)                                                                    | 3,70 PB      |
| Стрибки у довжину              | Олександр Резанов (Квм)                                                              | 7,50                      | Євгенія Горбатюк (Днп)                                                                   | 6,11 w       |
| Потрійний стрибок              | Олександр Малосілов (Днц)                                                            | 16,22 SB                  | Єлізавета Бабій (Зп)                                                                     | 13,01 SB     |
| Штовхання ядра                 | Олександр Шилівський (Тр)                                                            | 18,09 PB                  | Ганна Хопяк (Хрк)                                                                        | 14,95 PB     |
| Метання диска                  | Руслан Валітов (Днп)                                                                 | 55,33                     | Ганна Дунаєвська (Хрк)                                                                   | 47,95        |
| Метання диска (зимовий)        | Руслан Валітов (Днп)                                                                 | 56,43                     | Ганна Дунаєвська (Хрк)                                                                   | 44,92 SB     |
| Метання молота                 | Михайло Гаврилюк (ІФ)                                                                | 71,00 PB                  | Юлія Кисильова (Хрс)                                                                     | 61,94 PB     |
| Метання молота (зимовий)       | Михайло Кохан (Днп)                                                                  | 76,24 PB                  | Юлія Кисильова (Хрс)                                                                     | 60,00        |
| Метання списа                  | Олександр Козубський (Квм)                                                           | 69,67 SB                  | Аліна Шух (Кв)                                                                           | 52,10 SB     |
| Метання списа (зимовий)        | Павло Палій (Вл)                                                                     | 73,30 PB                  | Анастасія Іванова (Днп)                                                                  | 46,10 SB     |
| Семиборство                    |                                                                                      | Ірина Рофе-Бекетова (Хрк) | 5675                                                                                     |              |
| Десятиборство                  | Ярослав Богдан (Кв)                                                                  | 6899                      |                                                                                          |              |
| Гірський біг (12 км) (вгору)   | Микола Станіславський (Рв)                                                           | 1:26.30                   | Вікторія Дуткевич (Лв)                                                                   | 1:40.27      |
| Гірський біг (вгору-вниз)      | Олег Цибін (Од)                                                                      | 54.55 (12 км)             | Вікторія Подлісецька (ІФ)                                                                | 42.09 (8 км) |
| Крос (коротка дистанція)       | Олександр Вуйко (Вн)                                                                 | 5.45 (2 км)               | Дар'я Вдовиченко (Хрк)                                                                   | 6.58 (2 км)  |
| Крос (довга дистанція)         | Антон Грабовський (Рв)                                                               | 25.01 (8 км)              | Богдана Семьонова (Днц)                                                                  | 20.47 (6 км) |